# Reimagined
Reimagined è il decimo EP del gruppo musicale britannico Coldplay, pubblicato il 21 febbraio 2020 dalla Parlophone.

## Descrizione
Pubblicato esclusivamente su Apple Music in contemporanea all'omonimo cortometraggio, il disco consiste di tre brani tratti dall'ottavo album Everyday Life e presentati in veste acustica dai soli Chris Martin e Jonny Buckland.

## Tracce
1. BrokEn (Reimagined) – 2:28
2. Champion of the World (Reimagined) – 3:38
3. Cry Cry Cry (Reimagined) – 3:04